# Кизиларицький сільський округ
Кизилари́цький сільський округ (каз. Қызыларық ауылдық округі, рос. Кызыларыкский сельский округ) — адміністративна одиниця у складі Жуалинського району Жамбильської області Казахстану. Адміністративний центр — село Кизиларик.
Населення — 2397 осіб (2021; 2297 у 2009, 2107 у 1999, 1641 у 1989).
Станом на 1989 рік існували Актобинська сільська рада (села Жанаталап, Мар'яновка, Новопокровка, Октябрське, Теріс-Ащибулак, селища Куркуреусу, Сурум) та Бурнооктябрська сільська рада (села Андрієвка, Бурнооктябрське, Гагаріна, Кизиларик, селище Казбастау). 2002 року з частин Актюбинського сільського округу (села Актобе, Терсащибулак, селище Сурум) та Бурнооктябрського сільського округу (села Алатау, Кизиларик) було утворено окремий Кизиларицький сільський округ.

## Склад
До складу округу входять такі населені пункти:
| Населений пункт         | Старі назви                   | Населення, осіб (1989) | Населення, осіб (1999) | Населення, осіб (2009) | Населення, осіб (2021) |
| ----------------------- | ----------------------------- | ---------------------- | ---------------------- | ---------------------- | ---------------------- |
| Актобе, село            | Новопокровка                  | 552                    | 626                    | 839                    | 707                    |
| Алатау, село            | Андрієвка                     | 395                    | 381                    | 357                    | 428                    |
| Кизиларик, село         | Кизил-Арик                    | 93                     | 589                    | 499                    | 524                    |
| Сурум, станційне селище | -                             | 367                    | 380                    | 404                    | 393                    |
| Терсащибулак, село      | Теріс-Ащибулак, Терс-Ащибулак | 234                    | 177                    | 164                    | 345                    |